# Kołbaskowo

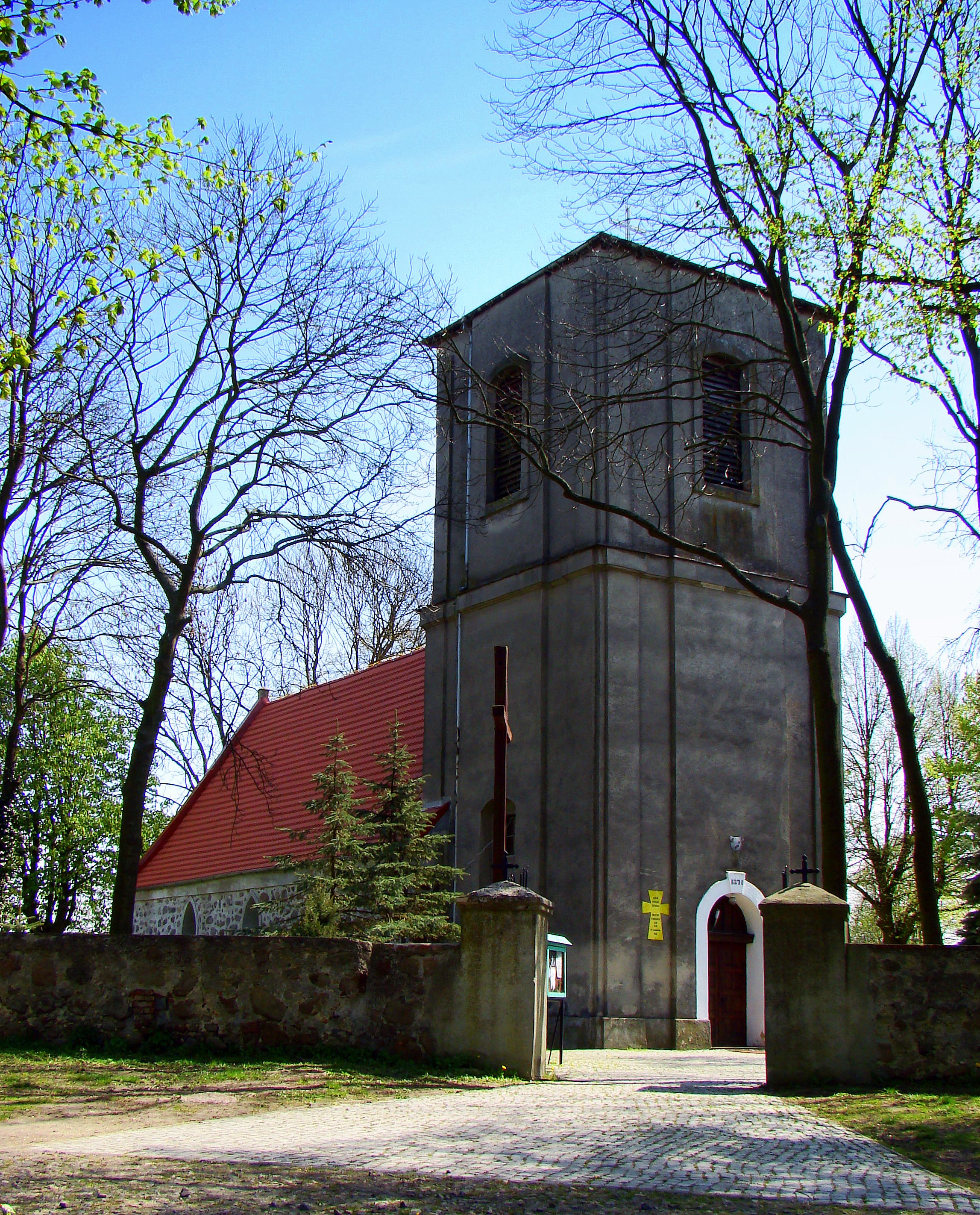
Église à Kołbaskowo

Kołbaskowo (en allemand Kolbitzow) est un village de la voïvodie de Poméranie occidentale, dans le powiat de Police, en Pologne.
- Église à Kołbaskowo (XIIIe siècle)

## Histoire
Jusqu'à la fin de la Seconde Guerre mondiale, Kolbitzow fait partie de l'arrondissement de Randow (de) dans le district de Stettin de la province prussienne de Poméranie.

## Villes importantes proches
- Police (Pologne)
- Szczecin
- Gryfino